# Erebochlora cerasii
Erebochlora cerasii är en fjärilsart som beskrevs av J. Peter Maassen 1890. Erebochlora cerasii ingår i släktet Erebochlora och familjen mätare. Inga underarter finns listade i Catalogue of Life.